# Victor McLaglen

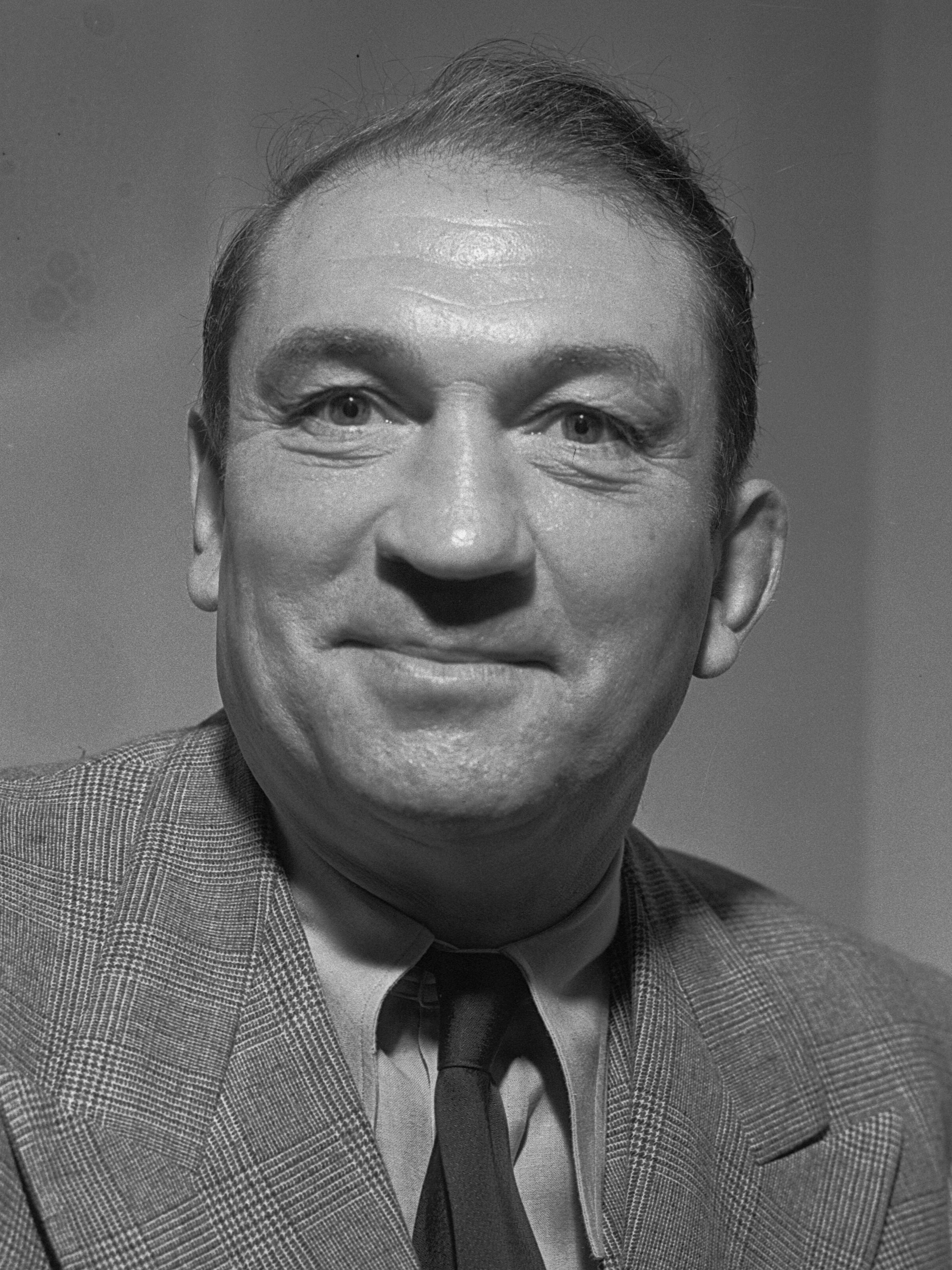
Victor McLaglen (1935)

Victor Andrew de Bier Everleigh McLaglen (* 11. Dezember 1886 in Tunbridge Wells, England; † 7. November 1959 in Newport Beach, Kalifornien) war ein britisch-US-amerikanischer Schauspieler. Für seine Titelrolle in Der Verräter gewann er 1936 den Oscar als bester Hauptdarsteller.

## Leben
Victor McLaglen wurde als drittes von zehn Kindern eines anglikanischen Priesters in der Grafschaft Kent geboren und besuchte die St. Boniface School for Boys in London. Sein Vater erhielt eine Stelle als Bischof von Claremont in Südafrika. Als 14-Jähriger trat der kräftige Junge in die Britische Armee ein, um am Burenkrieg teilzunehmen. Als sein wahres Alter bekannt wurde, wurde er wieder entlassen, ohne in Südafrika gekämpft zu haben. Danach begann er eine Karriere als Preisboxer auf Jahrmärkten in Kanada. Er kämpfte im Ersten Weltkrieg.
1920 hatte McLaglen sein Filmdebüt in dem englischen Film The Call of the Road. Er übernahm schnell tragende Filmrollen, so in James Stuart Blacktons britisch-amerikanischem The Glorious Adventure (1921). 1924 ging er in die USA. Sein erster Film dort war The Beloved Brute (1924). In The Fighting Heart spielte er 1925 erstmals unter der Regie von John Ford, mit dem er in den folgenden 27 Jahren noch häufig zusammenarbeitete. Zu Victor McLaglens erfolgreichsten Rollen im US-amerikanischen Stummfilm gehören die des Captain Flagg in Raoul Walshs What Price Glory? (1926) und die des Matrosen Spike Madden in Howard Hawks’ A Girl in Every Port (1928).
Die von McLaglen verkörperten Figuren waren häufig einfach strukturierte, grobschlächtige Kerle. Diese Rollencharaktere prägen seine Filmauftritte in den 1930er Jahren, insbesondere bei John Ford als Sergeant in Die letzte Patrouille (1933) und als irischer Denunziant in The Informer (1935) sowie in zahlreichen Abenteuerfilmen. Ende der 1940er Jahre trat McLaglen in Fords Kavallerie-Western Fort Apache, She Wore a Yellow Ribbon und Rio Grande neben John Wayne auf. In der Rolle eines irischen Bauern hatte er in dem Film The Quiet Man (1952) Erfolg. Seinen letzten Filmauftritt hatte er als Trinker in dem britischen Film Sea Fury von Cyril Endfield. Kurz vor seinem Tod Ende der 1950er Jahre war er noch für das Fernsehen tätig.
Victor McLaglen veröffentlichte 1935 das Buch Express to Hollywood. Er war dreimal verheiratet, von 1919 bis 1942 mit Enid Lamont (verwitwet), von 1943 bis 1948 mit Suzanne M. Brueggeman (geschieden) und von 1948 bis zu seinem Tod mit Margaret Pumphrey. Er hatte zwei Kinder aus erster Ehe, Andrew (1920–2014) und Sheila (* 1920). Andrew begann ab 1956 eine eigene Regiekarriere, insbesondere in Western und Actionfilmen sowie beim Fernsehen. Victor McLaglens jüngere Brüder Arthur, Clifford, Cyril und Kenneth waren ebenfalls Schauspieler.
Sein Grab befindet sich im Forest Lawn Memorial Park in Glendale, Kalifornien.

## Filmografie (Auswahl)
- 1920: The Call of the Road
- 1921: The Glorious Adventure
- 1923: Weib gegen Weib (Woman to Woman)
- 1924: Ehe in Gefahr (The Passionate Adventure)
- 1924: The Beloved Brute
- 1925: Die unheimlichen Drei (The Unholy Three)
- 1925: Die Millionenfaust (The Fighting Heart)
- 1926: Blutsbrüderschaft (Beau Geste)
- 1926: Rivalen (What Price Glory?)
- 1926: Männer von Stahl (Men of Steel)
- 1927: Die Liebe vom Zigeuner stammt (The Loves of Carmen)
- 1928: Blaue Jungs – blonde Mädchen (A Girl in Every Port)
- 1929: Die schwarze Garde (The Black Watch)
- 1929: Weibergeschichten des Capitain Lash (Captain Lash)
- 1929: Kampfhähne der Liebe (The Cock-Eyed World)
- 1930: A Devil with Women
- 1931: Entehrt (Dishonored)
- 1931: Women of All Nations
- 1931: Juwelenraub in Hollywood (The Stolen Jools)
- 1934: Hafengasse Nr. 4 (The Wharf Angel)
- 1934: Die letzte Patrouille (The Lost Patrol)
- 1935: Der Verräter (The Informer)
- 1936: Klondike Annie
- 1936: Unter zwei Flaggen (Under Two Flags)
- 1936: The Magnificent Brute
- 1937: Unter vier Augen (This Is My Affair)
- 1937: Rekrut Willie Winkie (Wee Willi Winkie)
- 1938: Aufstand in Sidi Hakim (Gunga Din)
- 1938: Pacific Liner
- 1939: Rivalen (Let Freedom Ring)
- 1939: Kettensträfling in Australien (Captain Fury)
- 1940: Die Perlenräuber von Pago-Pago (South of Pago Pago)
- 1943: Auf ewig und drei Tage (Forever and a Day)
- 1944: Das Korsarenschiff (The Princess and the Pirate)
- 1947: Michigan Kid
- 1947: Eine Welt zu Füßen (The Foxes of Harrow)
- 1948: Bis zum letzten Mann (Fort Apache)
- 1949: Der Teufelshauptmann (She Wore a Yellow Ribbon)
- 1950: Rio Grande (Rio Grande)
- 1952: Der Sieger (The Quiet Man)
- 1953: Der Rebell von Java (Fair Wind to Java)
- 1954: Prinz Eisenherz (Prince Valiant)
- 1954: Scherereien mit seiner Lordschaft (Trouble in the Glen)
- 1955: Bengazi
- 1955: Die nackte Geisel (Lady Godiva)
- 1955: Ein Mann liebt gefährlich (Many Rivers to Cross)
- 1956: In 80 Tagen um die Welt (Around the World in 80 Days)
- 1957: Heimweh, Stacheldraht und gute Kameraden (Gli italiani sono matti)
- 1958: Wütende See (Sea Fury)

## Auszeichnungen
- 1936: Oscar in der Kategorie Bester Hauptdarsteller für Der Verräter
- 1953: Oscar-Nominierung in der Kategorie Bester Nebendarsteller für Der Sieger